# Thomas Mauch
Thomas Mauch (Heidenheim an der Brenz, 4 aprile 1937) è un direttore della fotografia, regista e produttore cinematografico tedesco.
Molto prolifica la sua collaborazione con il regista cinematografico bavarese Werner Herzog che lo volle in molti dei suoi maggiori film, da Aguirre, furore di Dio a Fitzcarraldo (durante il quale si ferì gravemente a una mano) fino ai suoi lavori meno conosciuti come il film Anche i nani hanno cominciato da piccoli.

## Filmografia

### Direttore della fotografia
- Artisti sotto la tenda del circo: perplessi  (Die Artisten in der Zirkuskuppel: Ratlos), regia di Alexander Kluge (1968)
- Anche i nani hanno cominciato da piccoli (Auch Zwerge haben klein angefangen), regia di Werner Herzog (1970)
- Le nozze di Shirin (Shirins Hochzeit), regia di Helma Sanders-Brahms (1976)
- Heinrich, regia di Helma Sanders-Brahms (1977)
- Nel regno di Napoli (Neapolitanische Geschwister), regia di Werner Schroeter (1978)
- Desperado City, regia di Vadim Glowna (1981)
- Palermo oder Wolfsburg, regia di Werner Schroeter (1980)
- Fitzcarraldo, regia di Werner Herzog (1982)